# Schloss Hannesreuth

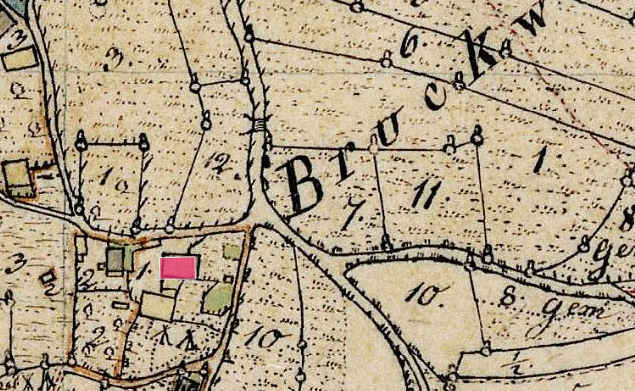
Lageplan von Schloss Hannesreuth auf dem Urkataster von Bayern

Das Schloss Hannesreuth liegt in Hannesreuth, einem Gemeindeteil von Königstein im Oberpfälzer Landkreis Amberg-Sulzbach von Bayern. Die Anlage ist unter der Aktennummer D-3-71-135-23 als denkmalgeschütztes Baudenkmal von Hannesreuth verzeichnet. 

## Geschichte
Hannesreuth wird als alter Rodungsort angesehen und als Landsassengut des Bistums Bamberg bezeichnet. Das denkmalgeschützte Hofmarkschloss stammt aus dem 16. Jahrhundert.
Nach einer Aufstellung durch das Landrichteramt Sulzbach von etwa 1790 wurde das Niedergericht von Hannersreuth durch das Pflegamt Vilseck ausgeübt. Katholisch pfarrlich gehörte es zu Königstein, Sprengel Edelsfeld, evangelisch zur protestantisch-lutherischen Pfarrei Edelsfeld. Um 1800 gehörte das Dorf Hannersreuth zur Gemeinde Sigras.

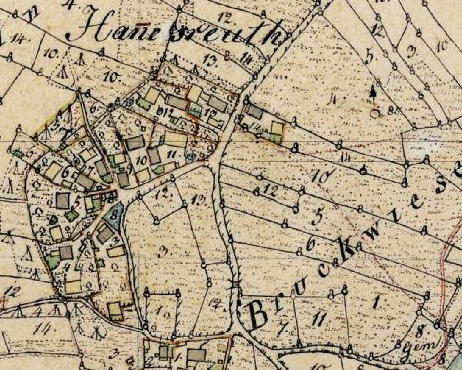
Hannesreuth auf dem Urkataster von Bayern

## Baulichkeit
In der Bayerischen Denkmalliste wird der ehemalige Gutshof als zweigeschossiger und verputzter Massivbau mit einem Walmdach aus der Mitte des 18. Jahrhunderts beschrieben. Der Bau trägt auf dem Urkataster von Bayern die Hausnummer 1. 